# NOKKO
Ne doit pas être confondu avec Noko.
 (août 2024).
NOKKO est le nom de scène de la chanteuse japonaise Nobuko Yamada (山田 信子, Yamada Nobuko) née le 4 novembre 1963 à Urawa, Saitama, Japon.
Elle débute en 1984 en tant que chanteuse du groupe REBECCA qui connaît le succès dans les années 1980. À la séparation du groupe, elle enregistre un single en duo avec Motoko sous le nom Short Hairs en 1990, puis elle continue en solo avec succès à partir de 1992, sortant même un album aux États-Unis en 1993.
Elle a été mariée à Takehiko Kogure de REBECCA de 1990 à 1993, et se remarie en 2002 avec l'ingénieur du son Goh Hotoda avec qui elle aura un enfant en 2006.

## Discographie
| - CRAZY CLOUDS(1992/3/11) - 奇跡のウエディングマーチ(1992/4/22) - Vivace(1993/6/21) - 人魚(1994/3/9) - ライブがはねたら(1994/6/22) - アンテナ(1995/5/21) - パレード(1995/10/21) - 天使のラブソング(1996/8/21) - Natural(1996/11/1) - 恋はあせらず(1997/2/21) - 水の中の小さな太陽(1997/11/6) - 春雪うさぎ(1998/1/28) - わすれな草 (1998/10/3) (en tant que のっこ) - フレンズ(1999/5/12) (en tant que のっこ) - 昼の月(1999/11/20) - キスがきこえる (2000/2/23) | - Hallelujah - 1992. 3.25 - I Will Catch U. - 1993. 4. 1 - CALL ME NIGHTLIFE - 1993. 5.20 - colored - 1994.12. 8 - RHYMING CAFE - 1996.11.21 - べランダの岸辺 - 1998.12.2 - Viaje - 2000.3.23 - 宇宙ノコモリウタ - 2003.11.5 (en tant que NOKKO & GO) - the best of Nokko - 1997.12.1 - remixNOKKO - 2000.7.19 |